# 2024-es labdarúgó-Európa-bajnokság (selejtező – F csoport)
A 2024-es labdarúgó-Európa-bajnokság selejtezőjének F csoportjának mérkőzéseit tartalmazó lapja.
A csoportban öt válogatott, Belgium, Ausztria, Svédország, Azerbajdzsán és Észtország szerepelt. A csapatok oda-visszavágós körmérkőzéses rendszerben mérkőztek egymással. Az első két helyezett kijutott az Európa-bajnokságra. A pótselejtező résztvevői a 2022–2023-as Nemzetek Ligájában elért eredmények alapján dőltek el.

## Tabella
| Hely. | Csapat       | M | Gy | D | V | G+ | G– | Gk  | P  | Továbbjutás                           |     | Belgium | Ausztria | Svédország | Azerbajdzsán | Észtország |
| ----- | ------------ | - | -- | - | - | -- | -- | --- | -- | ------------------------------------- | --- | ------- | -------- | ---------- | ------------ | ---------- |
| 1.    | Belgium      | 8 | 6  | 2 | 0 | 22 | 4  | +18 | 20 | Kijutott a 2024-es Európa-bajnokságra |     | —       | 1–1      | 1–1        | 5–0          | 5–0        |
| 2.    | Ausztria     | 8 | 6  | 1 | 1 | 17 | 7  | +10 | 19 | Kijutott a 2024-es Európa-bajnokságra |     | 2–3     | —        | 2–0        | 4–1          | 2–1        |
| 3.    | Svédország   | 8 | 3  | 1 | 4 | 14 | 12 | +2  | 10 |                                       |     | 0–3     | 1–3      | —          | 5–0          | 2–0        |
| 4.    | Azerbajdzsán | 8 | 2  | 1 | 5 | 7  | 17 | −10 | 7  |                                       | 0–1 | 0–1     | 3–0      | —          | 1–1          |            |
| 5.    | Észtország   | 8 | 0  | 1 | 7 | 2  | 22 | −20 | 1  | Pótselejtezőre került                 |     | 0–3     | 0–2      | 0–5        | 0–2          | —          |

1. ↑  A Belgium–Svédország mérkőzés 1–1-es állásnál a félidőben biztonsági okok miatt félbeszakadt, mert egy brüsszeli terrortámadásban két svéd szurkolót megöltek a mérkőzés előtt.[2] Az UEFA 2023. október 19-én úgy döntött, hogy a mérkőzést nem folytatják és a félidei eredményt véglegesnek nyilvánította.[3]

## Mérkőzések
A csoportok sorsolását 2022. október 9-én tartották Frankfurtban. A menetrendet az UEFA október 10-én tette közzé. Az időpontok közép-európai idő szerint, zárójelben helyi idő szerint értendők.
| 2023. március 24. 20:45 |

| Ausztria                                         | 4–1               | Azerbajdzsán |
| ------------------------------------------------ | ----------------- | ------------ |
| Sabitzer 27' 50' Gregoritsch 29' Baumgartner 69' | (2–0) Jegyzőkönyv | Mahmudov 64' |

| Waldstadion, Linz Játékvezető: Bartosz Frankowski (lengyel) |

| 2023. március 24. 20:45 |

| Svédország | 0–3               | Belgium            |
| ---------- | ----------------- | ------------------ |
|            | (0–1) Jegyzőkönyv | Lukaku 35' 49' 83' |

| Friends Arena, Solna Játékvezető: Orel Grinfeld (izraeli) |

| 2023. március 27. 20:45 |

| Ausztria                  | 2–1               | Észtország   |
| ------------------------- | ----------------- | ------------ |
| Kainz 68' Gregoritsch 88' | (0–1) Jegyzőkönyv | Sappinen 25' |

| Waldstadion, Linz Játékvezető: Enea Jorgji (albán) |

| 2023. március 27. 20:45 |

| Svédország                                                                | 5–0               | Azerbajdzsán |
| ------------------------------------------------------------------------- | ----------------- | ------------ |
| Forsberg 38' Mustafazade 65' (öngól) Gyökeres 79' Karlsson 88' Elanga 89' | (1–0) Jegyzőkönyv |              |

| Friends Arena, Solna Játékvezető: Stéphanie Frappart (francia) |

| 2023. június 17. 18:00 (20:00 UTC+4) |

| Azerbajdzsán   | 1–1               | Észtország   |
| -------------- | ----------------- | ------------ |
| Kryvotsyuk 62' | (0–1) Jegyzőkönyv | Sappinen 27' |

| Dalga Arena, Baku Játékvezető: Ondřej Berka (cseh) |

| 2023. június 17. 20:45 |

| Belgium    | 1–1               | Ausztria            |
| ---------- | ----------------- | ------------------- |
| Lukaku 62' | (0–1) Jegyzőkönyv | Mangala 21' (öngól) |

| Baldvin király Stadion, Brüsszel Játékvezető: Jérôme Brisard (francia) |

| 2023. június 20. 20:45 |

| Ausztria            | 2–0               | Svédország |
| ------------------- | ----------------- | ---------- |
| Baumgartner 81' 89' | (0–0) Jegyzőkönyv |            |

| Ernst-Happel-Stadion, Bécs Játékvezető: Marco Guida (olasz) |

| 2023. június 20. 20:45 (21:45 UTC+3) |

| Észtország | 0–3               | Belgium                     |
| ---------- | ----------------- | --------------------------- |
|            | (0–2) Jegyzőkönyv | Lukaku 37' 40' Bakayoko 90' |

| Lilleküla Stadium, Tallinn Játékvezető: John Beaton (skót) |

| 2023. szeptember 9. 15:00 (17:00 UTC+4) |

| Azerbajdzsán | 0–1         | Belgium  |
| ------------ | ----------- | -------- |
|              | Jegyzőkönyv | Carrasco |

| Dalga Arena, Baku Játékvezető: Nenad Minaković (szerb) |

| 2023. szeptember 9. 20:45 (21:45 UTC+3) |

| Észtország | 0–5               | Svédország                                                      |
| ---------- | ----------------- | --------------------------------------------------------------- |
|            | (0–3) Jegyzőkönyv | Gyökeres 18' Kulusevski 24' Isak 39' Quaison 75' Claesson 90+2' |

| A. Le Coq Aréna, Tallinn Játékvezető: Horațiu Feșnic (román) |

| 2023. szeptember 12. 20:45 |

| Belgium                                                    | 5–0               | Észtország |
| ---------------------------------------------------------- | ----------------- | ---------- |
| Vertonghen 4' Trossard 18' Lukaku 56' 58' De Ketelaere 88' | (2–0) Jegyzőkönyv |            |

| Baldvin király Stadion, Brüsszel Játékvezető: Bartosz Frankowski (lengyel) |

| 2023. szeptember 12. 20:45 |

| Svédország | 1–3               | Ausztria                                      |
| ---------- | ----------------- | --------------------------------------------- |
| Holm 90'   | (0–0) Jegyzőkönyv | Gregoritsch 53' Arnautović 56' 69' (11-esből) |

| Friends Arena, Solna Játékvezető: Serdar Gözübüyük (holland) |

| 2023. október 13. 18:00 (19:00 UTC+3) |

| Észtország | 0–2               | Azerbajdzsán                           |
| ---------- | ----------------- | -------------------------------------- |
|            | (0–2) Jegyzőkönyv | Bayramov 9' Sheydayev 45+4' (11-esből) |

| Lilleküla Stadion, Tallinn Játékvezető: Robert Schröder (német) |

| 2023. október 13. 20:45 |

| Ausztria                           | 2–3               | Belgium                      |
| ---------------------------------- | ----------------- | ---------------------------- |
| Laimer 72' Sabitzer 84' (11-esből) | (0–1) Jegyzőkönyv | Lukebakio 12' 55' Lukaku 58' |

| Ernst Happel Stadion, Bécs Játékvezető: Jesús Gil Manzano (spanyol) |

| 2023. október 16. 18:00 (20:00 UTC+4) |

| Azerbajdzsán | 0–1               | Ausztria                |
| ------------ | ----------------- | ----------------------- |
|              | (0–0) Jegyzőkönyv | Sabitzer 48' (11-esből) |

| Tofik Bahramov Stadion, Baku Játékvezető: Aristotelis Diamantopoulos (görög) |

| 2023. október 16. 20:45 |

| Belgium               | 1–1               | Svédország   |
| --------------------- | ----------------- | ------------ |
| Lukaku 31' (11-esből) | (1–1) Jegyzőkönyv | Gyökeres 15' |

| Baldvin király Stadion, Brüsszel Játékvezető: Maurizio Mariani (olasz) |

| 2023. november 16. 18:00 (21:00 UTC+4) |

| Azerbajdzsán                | 3–0               | Svédország |
| --------------------------- | ----------------- | ---------- |
| Mahmudov 3' 89' Dadashov 6' | (2–0) Jegyzőkönyv |            |

| Tofik Bahramov Stadion, Baku Játékvezető: Esther Staubli (svájci) |

| 2023. november 16. 18:00 (19:00 UTC+2) |

| Észtország | 0–2               | Ausztria                |
| ---------- | ----------------- | ----------------------- |
|            | (0–2) Jegyzőkönyv | Laimer 25' Lienhart 39' |

| Lilleküla Stadion, Tallinn Játékvezető: Nikola Dabanović (montenegrói) |

| 2023. november 19. 18:00 |

| Belgium                             | 5–0               | Azerbajdzsán |
| ----------------------------------- | ----------------- | ------------ |
| Lukaku 17' 26' 30' 37' Trossard 90' | (4–0) Jegyzőkönyv |              |

| Baldvin király Stadion, Brüsszel Játékvezető: Bogár Gergő (magyar) |

| 2023. november 19. 18:00 |

| Svédország                | 2–0               | Észtország |
| ------------------------- | ----------------- | ---------- |
| Claesson 22' Forsberg 55' | (1–0) Jegyzőkönyv |            |

| Friends Arena, Solna Játékvezető: Fabio Maresca (olasz) |